# Odulimomab
L'odulimomab è un anticorpo monoclonale di origine murina; ne è stato studiato il possibile impiego nella prevenzione del rigetto di trapianto e nel trattamento di svariate malattie autoimmuni. Legandosi alla catena alfa dell'antigene 1 della funzionalità dei linfociti (detta anche CD11a), può parzialmente inibire la risposta infiammatoria.